# Cyrba algerina
Cyrba algerina (Lucas, 1846) è una specie di ragno della Famiglia dei Salticidae, appartenente al genere Cyrba del quale è anche genere tipo.
Inizialmente classificato come Salticus algerina e così citato nell'Exploration scientifique de l'Algérie pendant les années 1840, 1841, 1842, nell'articolo Histoire naturelle des animaux articulés dell'entomologo e aracnologo francese Hippolyte Lucas, venne attribuito in seguito anche al genere Attus prima di assumere 

## Descrizione
Come tutti i membri della famiglia, hanno un efficiente apparato oculare, con il paio mediano centrale degli ocelli posto frontalmente che costituisce il principale e più acuto organo visivo, coadiuvato dal paio esterno che funge da vista secondaria, come pure le restanti due paia di occhi posizionati sui lati e in cima alla testa.
Come normalmente in tutti gli esemplari del suo genere, la specie è di piccole dimensioni, attorno ai 5-6 mm, caratterizzata da un opistosoma stretto e dimorfismo sessuale, con il maschio di dimensioni leggermente più contenute della femmina. Il primo presenta la superficie della testa di colore arancione-marrone, mentre l'opistosoma, più scuro presenta un motivo a W, mentre la seconda ha tinte meno appariscenti.
La specie appartiene ai predatori araneofagi, cacciando altri ragni sulle loro ragnatele e uccidendoli per cibarsene.

## Distribuzione
La Cyrba algerina è distribuita principalmente nell'area del bacino del Mediterraneo, dalle coste del Maghreb all'Europa occidentale, Italia, penisola greca fino alle coste del Mar Nero e all'Asia centrale.